# Groch zwyczajny
Groch zwyczajny (Pisum sativum L.) – gatunek rośliny strączkowej jednorocznej z rodziny bobowatych (Fabaceae). Pochodzi z zachodniej Azji i Kaukazu, wschodniej i południowej Europy oraz Afryki Północnej. Jest uprawiany w wielu rejonach świata.

## Morfologia
PokrójWystępują odmiany zarówno płożące, jak i pnące, osiągające w sprzyjających warunkach wysokość do 2 metrów.
OwoceStrąki mające kształt podłużnej torebki, zawierające kilka niewielkich nasion.

## Zastosowanie
- Roślina uprawna, uprawiana jako warzywo i na paszę dla zwierząt. Groch jest jedną z roślin najwcześniej uprawianych przez człowieka, nasiona grochu zwyczajnego znajdowano w stanowiskach archeologicznych na Bliskim Wschodzie datowanych na 10 tys. lat. Najprawdopodobniej uprawiany był już około 7800 lat przed naszą erą. Około roku 2000 p.n.e. jego uprawa rozpowszechniła się w Europie i na Wschodzie, w Indiach i Chinach.
- Sztuka kulinarna: niedojrzałe nasiona grochu mają barwę zieloną i zbierane są w celu bezpośredniego spożycia i produkcji mrożonek lub konserw. Dojrzałe i uschnięte nasiona grochu gotuje się i wykorzystuje jako podstawę rozmaitych posiłków lub dodatek do innych potraw. Tradycyjną polską potrawą jest kapusta z grochem i zupa grochówka. Daniem kuchni staropolskiej był groch ze słoniną.

## Uprawa
Groch można wysiewać już od wczesnej wiosny, gdy temperatura gruntu osiągnie 2 °C, rośliny rosną najlepiej w temperaturze 13–18 °C. Nie rozwija się dobrze w ostrym słońcu. Niektóre odmiany osiągają dojrzałość już po 2 miesiącach od wysiewu. Rośnie najlepiej w lekko kwaśnej, dobrze nawodnionej, ale nie podmokłej glebie. Dla uniknięcia chorób nie należy wysiewać rośliny ponownie w tym samym miejscu przed upływem pięciu lat.
- wirusowe: mozaika i liściozwój grochu, ostra mozaika grochu, wczesne brązowienie grochu
- wywołane przez lęgniowce i grzyby: fuzaryjna zgorzel grochu, fuzaryjne więdnięcie grochu, mączniak rzekomy grochu, rdza grochu, zgorzelowa plamistość grochu, zgorzel siewek[4].

## Systematyka i zmienność
Gatunek reprezentuje tradycyjnie wyróżniany rodzaj groch Pisum. Okazał się on jednak zagnieżdżony w obrębie rodzaju groszek Lathyrus i w nowych ujęciach systematycznych gatunki z rodzaju Pisum wraz z grochem zwyczajnym włączane są do tego rodzaju. W takim ujęciu groch zwyczajny nosi nazwę naukową Lathyrus oleraceus Lam. Fl. Franç. 2: 580 (1779)
We florze Polski występują dwa podgatunki:
- groch zwyczajny typowy – Pisum sativum subsp. sativum. Jest uprawiany jako warzywo
- groch zwyczajny polny (g. błękitnopurpurowy, g. polny) – Pisum sativum subsp. arvense (L.) Asch. Rośnie dziko.

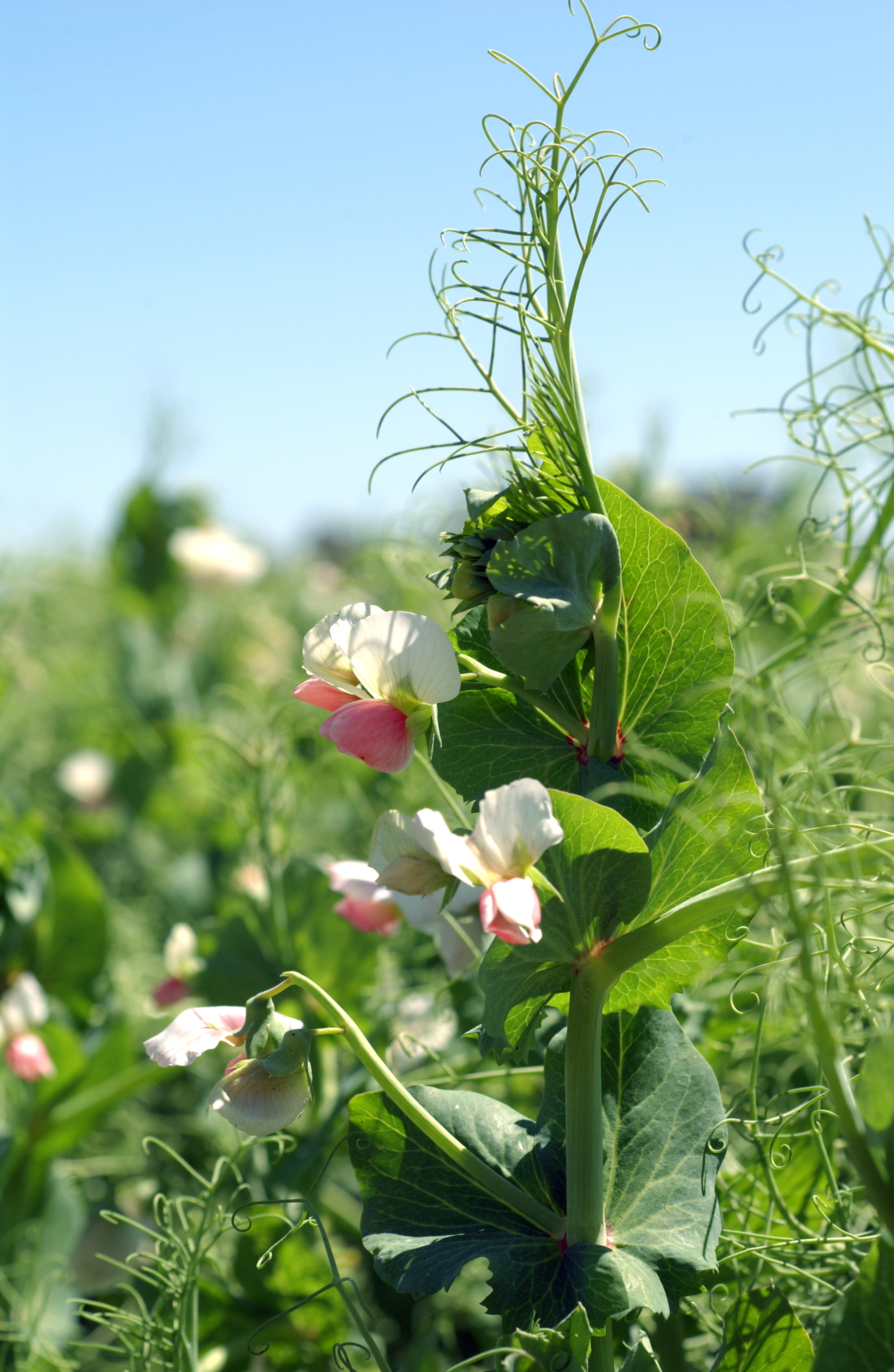
Pokrój
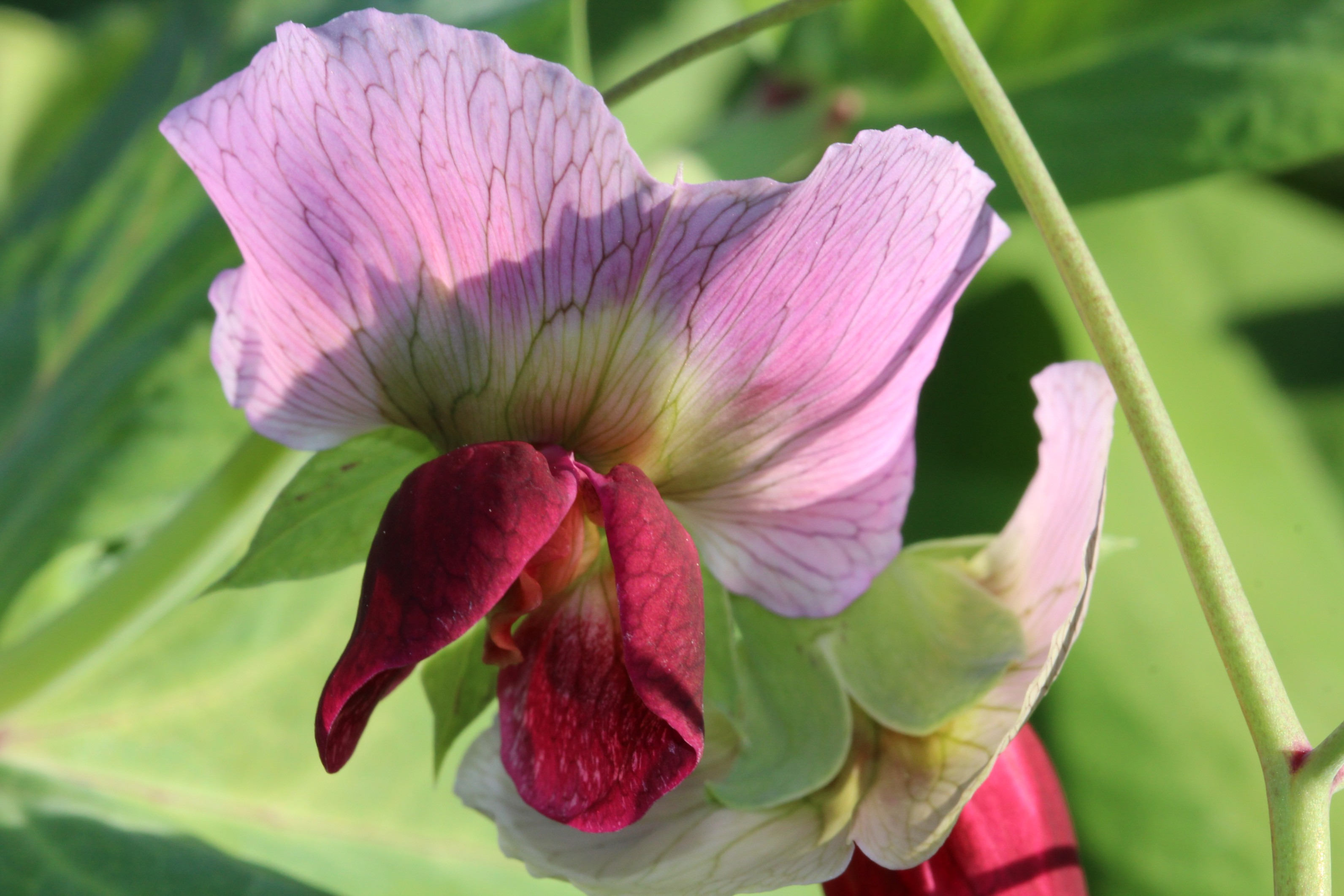
Kwiat
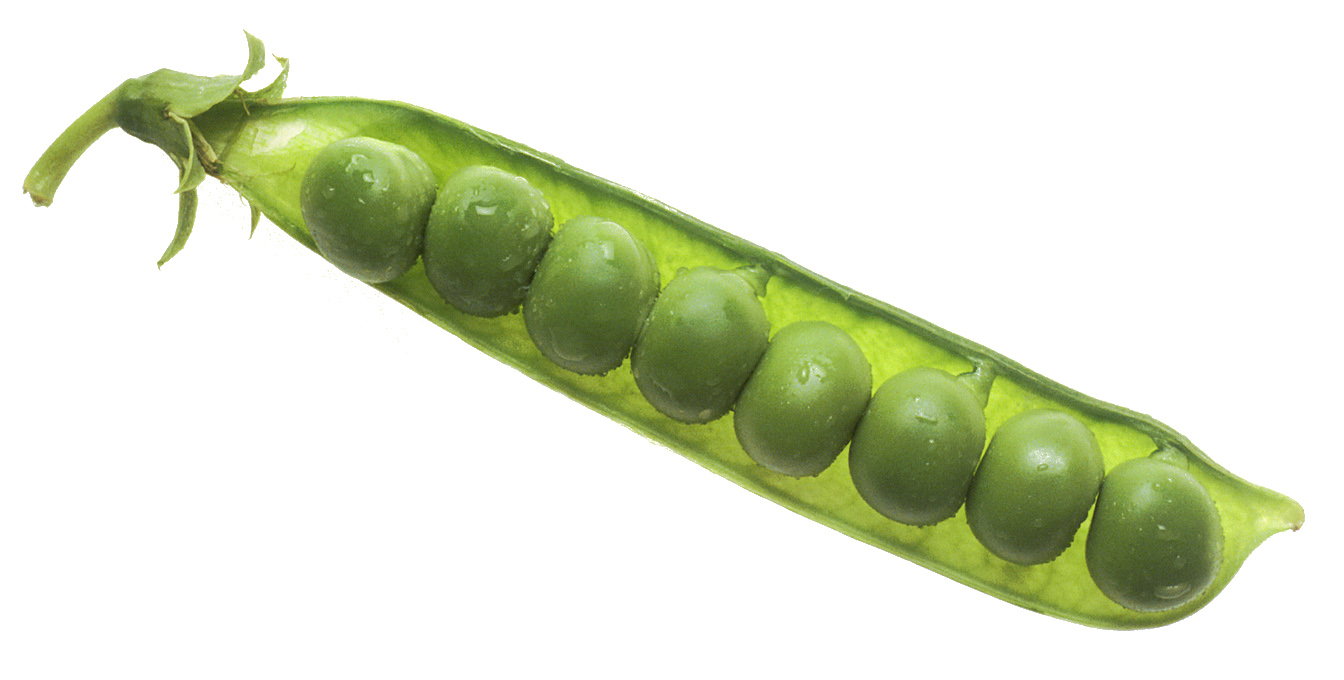
Strąk